# Günter Haritz
Günter Haritz (Heidelberg, 16 ottobre 1948) è un ex pistard tedesco.

## Palmarès

### Olimpiadi
- 1 medaglia[1]:
  - 1 oro (Monaco di Baviera 1972 nell'inseguimento a squadre)